# Synagoga w Wieruszowie
Synagoga w Wieruszowie – synagoga powstała w XIX wieku. Mieściła się przy moście na rzece Prośnie. We wrześniu 1939 roku została zniszczona przez hitlerowców. Do lat dziewięćdziesiątych zachowały się szczątki ogrodzenia i fundamenty budowli.